# El malogrado
El malogrado (título original: Der Untergeher) es una novela del escritor austriaco Thomas Bernhard, publicada en 1983 por la editorial Suhrkamp. Es una de las obras más conocidas del autor. La trama explora la amistad a lo largo de varias décadas de tres amantes de la música: el narrador, su amigo Wertheimer y el reconocido pianista Glenn Gould, a quien los otros dos personajes conocen de joven y cuya superioridad artística resulta tan grande, que los termina desanimando hasta el punto de abandonar la música y llevar vidas llenas de amargura, pesimismo y fracasos.
Entre los temas abordados en la novela están la música clásica, la apatía general y el odio hacia Austria, los socialistas y el catolicismo.
La edición en español fue traducida por Miguel Sáenz y publicada en 1985 por la editorial Alfaguara.

## Argumento

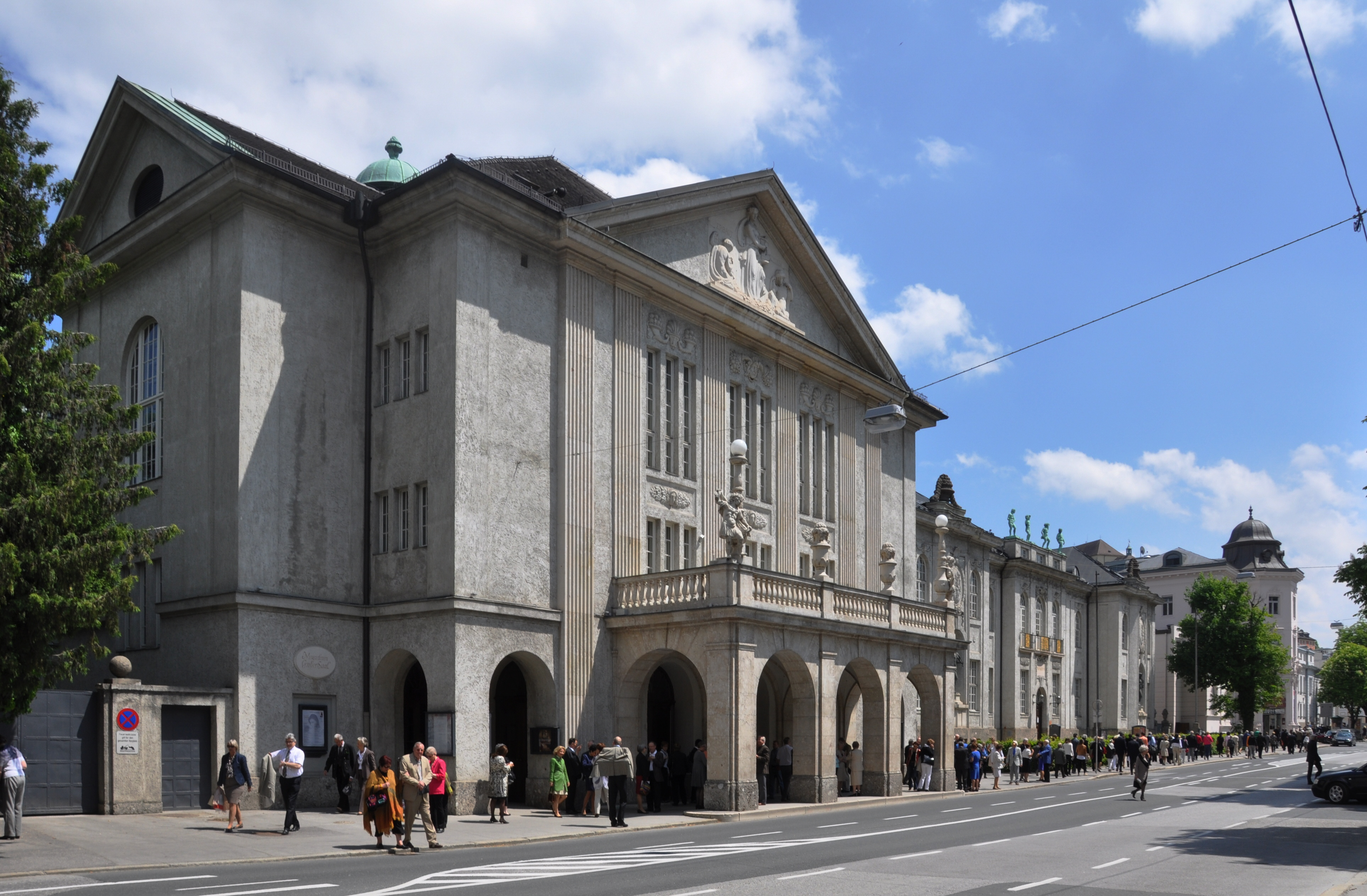
El Mozarteum, lugar donde se conocen los personajes.

La novela inicia cuando el narrador llega a una posada tras asistir al funeral de su amigo Wertheimer, quien se había suicidado poco después de la muerte del pianista virtuoso Glenn Gould, que era amigo de ambos. El narrador empieza a recordar las vivencias que los tres habían tenido, iniciando en 1953, cuando eran prospectos de músicos y tomaban clases de piano en el Mozarteum  de Salzburgo, bajo la tutela de Vladimir Horowitz. Un día el narrador y Wertheimer escuchan a Gould tocar las Variaciones Goldberg y quedan anodados ante su genialidad artística, por lo que poco a poco entienden que jamás podrían alcanzar el nivel de perfección de Gould, quien posteriormente supera al propio Horowitz. El hecho los afecta tan profundamente, que al volver a sus casas deciden abandonar la música de forma definitiva.
Con el pasar de los años, tanto el protagonista como Wertheimer descienden en una espiral de pesimismo y pensamientos de autodesprecio, mientras la fama de Gould crece en todo el mundo. Durante un viaje a Canadá, Gould bautiza a Wertheimer como "el malogrado", apodo que el mismo Wertheimer acepta. El narrador, por su lado, pasa años escribiendo un ensayo sobre la vida de Gould que jamás logra finalizar.
Gould muere de un ataque durante el apogeo de su carrera, lo que lleva a Wertheimer a aumentar sus divagaciones sobre el suicidio. Durante esas décadas había vivido con su hermana, a quien atormentaba constantemente y a quien le prohibía la salida de casa. La hermana logra conocer a un hombre con quien se casa y se muda a Suiza, lo que deja a Wertheimer devastado. Un día finalmente viaja a Suiza y se ahorca en un árbol frente a la nueva casa de su hermana. El narrador deja sus divagaciones y se dirige a la antigua casa de Wertheimer en busca de los escritos que había acumulado durante años, pero descubre que días antes de suicidarse los había quemado todos. Lo único que encuentra es una copia de las Variaciones Goldberg interpretadas por Gould, que pone en el tocadiscos y empieza a reproducir.